# Cheilosia changaica
Cheilosia changaica är en tvåvingeart som beskrevs av Peck 1979. Cheilosia changaica ingår i släktet örtblomflugor, och familjen blomflugor.
Artens utbredningsområde är Mongoliet. Inga underarter finns listade i Catalogue of Life.